# Кактусовая аратинга
Кактусовая аратинга (лат. Eupsittula cactorum) — птица семейства попугаевых.

## Внешний вид
Длина тела 25—26 см. Окраска верхней части спины тёмно-зелёная. Темя и лоб сине-серого цвета. Верх головы и шеи буро-зелёные. Грудка в верхней части и горло серо-коричневые. Нижняя часть груди и живот жёлто-оранжевые. Неоперённый участок вокруг глаз белого цвета. Клюв светлый. У самки голова и шея бурые, клюв чуть меньше и более тонкий. Радужка у самца кирпично-красная, у самки — жёлто-коричневая.

## Распространение
Обитает на северо-востоке Бразилии.

## Образ жизни
В природных условиях населяет засушливые степные районы, поросшие низкорослым кустарником и кактусами. Вне гнездового периода ведёт кочующий образ жизни. Птицы довольно пугливы и обладают громким и пронзительным голосом. Питаются цветами и плодами кустарников и кактусов, почками и другой растительной пищей.

## Размножение
Гнездится обычно в дуплах больших кактусов. Реже использует для гнездовья дупла деревьев. В кладке от 3 до 6 белых яиц 25,4 на 19,6 мм, которые насиживает самка 24 дня. Оперяются птенцы примерно к 2-месячному возрасту. У молодых птиц темя зелёного цвета, более светлый клюв, нижняя часть туловища оливкового цвета.

## Содержание
В Европу впервые был завезён в 1862 году. Молодые птицы, искусственно выкормленные человеком, становятся совершенно ручными и могут выучится произносить несколько слов. При соответствующем уходе живут до 30 лет.

## Классификация
Вид включает в себя 2 подвида.
- Eupsittula cactorum cactorum (Kuhl, 1820) — номинативный подвид распространён в юго-восточной части ареала.
- Eupsittula cactorum caixana Spix, 1824 — распространён в северо-восточной части ареала.